# Gmina Zebrzydowice
Die Gmina Zebrzydowiceⓘ ist eine Landgemeinde im Powiat Cieszyński der Woiwodschaft Schlesien in Polen. Ihr Sitz ist das gleichnamige Dorf (deutsch Seibersdorf) mit etwa 5000 Einwohnern.
Die Gemeinde gehört zur Euroregion Teschener Schlesien (polnisch Śląsk Cieszyński).

## Geographie

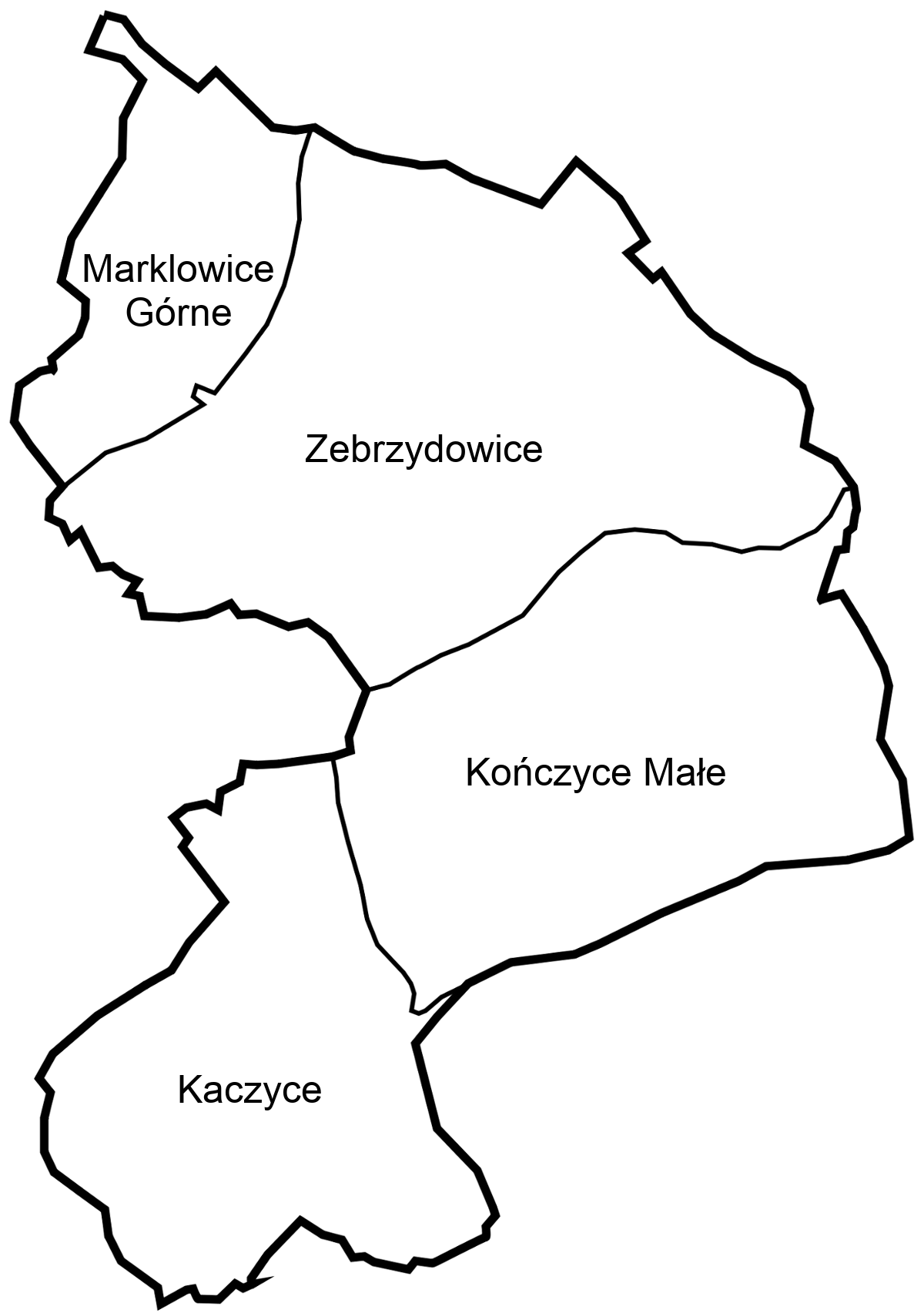
Dörfer der Gemeinde Zebrzydowice

Die Gemeinde liegt im Süden der Woiwodschaft und grenzt an Tschechien. Bielsko-Biała liegt etwa 30 Kilometer östlich, Katowice 50 Kilometer nördlich, die Kreisstadt Cieszyn (Teschen) 10 Kilometer südlich. Nachbargemeinden sind Jastrzębie-Zdrój im Norden, Pawłowice im Nordosten, Strumień im Osten, Hażlach im Süden und die Stadt Karviná in Tschechien im Westen.
Die Landschaft gehört zum Ostrauer Becken (Kotlina Ostrawska) im Norden. Südlich der Gemeinde geht es zum Schlesischen Vorgebirge (Pogórze Śląskie) über. Ein Fließgewässer ist die Piotrówka, die zur Olza (Olsa) entwässert.

## Geschichte
Die Landgemeinde wurde 1954 in Gromadas aufgelöst und 1973 wieder gebildet. Zwei Jahre später wurde die Woiwodschaft Katowice im Zuschnitt verkleinert, der Powiat wurde aufgelöst. Zum 1. Januar 1999 kam die Gemeinde zur Woiwodschaft Schlesien und wieder zum Powiat Cieszyński.

## Gliederung
Zur Landgemeinde Zebrzydowice gehören vier Orte mit fünf Schulzenämtern (sołectwa; deutsche Namen): 
- Kaczyce (Katschitz)
- Kończyce Małe (Klein Kuntschitz)
- Marklowice Górne (Ober Marklowitz)
- Zebrzydowice (Seibersdorf) mit den Ämtern:

Zebrzydowice Dolne (Niederseibersdorf) und Zebrzydowice Górne (Oberseibersdorf)
Die Gemeinde gehört zur Euroregion Śląsk Cieszyński.

## Politik

### Gemeindevorsteher
An der Spitze der Verwaltung steht der Gemeindevorsteher. Von 2006 bis 2024 war dies Andrzej Marian Kondziołka, der 2024 nicht mehr antrat. Bei der turnusmäßigen Wahl 2024 ergab sich folgendes Stimmenergebnis.
- Janusz Król (Wahlkomitee Janusz Król) 36,8 % der Stimmen
- Izabela Brachaczek (Wahlkomitee „Wir lieben die Gemeinde Zebrzydowice“) 28,1 % der Stimmen
- Karol Sitek (Wahlkomitee „Kommunale Wählervereinigung“) 23,7 % der Stimmen
- Marek Lipka (Wahlkomitee „Unsere sichere Gemeinde“) 9,2 % der Stimmen
- Łukasz Dola (Wahlkomitee „Gemeinsam werden wir eine bessere Gemeinde aufbauen“) 2,2 % der Stimmen

In der damit notwendigen Stichwahl setzte sich das PiS-Mitglied Król mit 71,4 % der Stimmen gegen Izabela Brachaczek durch.
Bei der turnusmäßigen Wahl 2018 wurde folgendes Ergebnis ermittelt:
- Andrzej Marian Kondziołka (Wahlkomitee „Kommunale Wählervereinigung“) 52,5 % der Stimmen
- Eugeniusz Lose (Wahlkomitee Eugeniusz Lose) 27,6 % der Stimmen
- Andrzej Rojek (Wahlkomitee „Gemeinschaft und Gerechtigkeit Andrzej Rojek“) 19,9 % der Stimmen

Damit wurde Amtsinhaber bereits im ersten Wahlgang wiedergewählt.

### Gemeinderat
Der Gemeinderat von Zebrzydowice besteht aus 15 Mitgliedern, die in Einpersonenwahlkreisen direkt gewählt werden. Die Wahl 2024 führte zu folgendem Ergebnis:
- Wahlkomitee Janusz Król 33,3 % der Stimmen, 8 Sitze
- Wahlkomitee „Wir lieben die Gemeinde Zebrzydowice“ 25,6 % der Stimmen, 2 Sitze
- Wahlkomitee „Kommunale Wählervereinigung“ 27,7 % der Stimmen, 3 Sitze
- Wahlkomitee „Unsere sichere Gemeinde“ 10,6 % der Stimmen, 1 Sitz
- Wahlkomitee „Freunde dieser Landschaft“ 4,5 % der Stimmen, 1 Sitz
- Übrige 2,4 % der Stimmen, kein Sitz

Die Wahl 2018 führte zu folgendem Ergebnis:
- Wahlkomitee „Kommunale Wählervereinigung“ 36,3 % der Stimmen, 6 Sitze
- Wahlkomitee Eugeniusz Lose 19,0 % der Stimmen, 2 Sitze
- Wahlkomitee „Gemeinschaft und Gerechtigkeit Andrzej Rojek“ 15,3 % der Stimmen, 1 Sitz
- Wahlkomitee Marek Lipka 13,9 % der Stimmen, 2 Sitze
- Wahlkomitee „Räte der Gemeinde Zebrzydowice“ 10,3 % der Stimmen, 3 Sitze
- Wahlkomitee Beata Piątkowski 4,0 % der Stimmen, 1 Sitz
- Übrige 1,2 % der Stimmen, kein Sitz

## Verkehr
Durch die Gemeinde verläuft die Woiwodschaftsstraße DW937 von Jastrzębie-Zdrój (Bad Königsdorff-Jastrzemb) in die Nachbargemeinde Hażlach (Haslach).
Der polnisch-tschechische Grenzbahnhof Zebrzydowice liegt an der Bahnstrecke zwischen Kraków bzw. Katowice und Ostrava.
Der nächste internationale Flughafen ist Katowice.